# Burggrafschaft Passau
Die Burggrafschaft Passau war von 1078 bis 1099 eine vom Hochstift Passau abgetrennte, kurzlebige Grafschaft im Heiligen Römischen Reich. Nach dem Tod des einzigen Grafen gingen ihre Rechte wieder an den Passauer Bischof über. 

## Geschichte
Der Titel des Grafen von Passau bzw. Burggrafen von Passau deutet nicht auf einen gewachsene oder ererbte Position hin, sondern auf eine infolge des Investiturstreits zwischen Papst Gregor VII. und König Heinrich IV. entstandene neue Grafschaft hin. Ob diese sich über die Stadt Passau hinaus in das Immunitätsgebiet der Bischofskirche erstreckte, ist unbekannt.
König Heinrich IV. zog im Jahre 1078 mitsamt seinem Heer von Italien kommend über die Alpen nach Bayern. Sein Ziel war es, seine papsttreuen Widersacher in Ostbayern zu besiegen. Angeführt wurden diese von den Grafen von Formbach und dem Passauer Bischof Altmann. Nach der Belagerung und Eroberung von drei Formbacher Burgen und der darauf anschließenden Einnahme der Stadt Passau flohen die Grafen und der Passauer Bischof nach Ungarn. 
Die Änderungen der Grafschaftsrechte im Donauraum gehen wohl auf diese Ereignisse zurück. Die Formbacher verloren zahlreiche Besitzungen und Grafschaftsrechte wie im Künziggau oder Rottachgau, welche sie noch bis 1077 nachweislich innehatten. Danach tritt darin aber meist Ulrich von Passau auf. König Heinrich IV. setzte ihn wohl in seiner neuen Funktion als Burggraf von Passau ein, um den Widerstand endgültig zu beseitigen. Durch die Schaffung der neuen Burggrafschaft, ging dem Hochstift Passau im Jahre 1078 die von Otto III. an Bischof Christian von Passau verliehene weltliche Macht über die Stadt Passau verloren. Heinrich IV. löste diese Herrschaftsrechte nun wieder heraus und vergab sie dem Rapotonen Ulrich. Des Weiteren vergab der König die ehemals Formbach'schen Lehen und andere Güter neu. Welche Güter dies exakt waren, ist jedoch nicht mehr vollständig feststellbar.
Erst im Jahre 1085 setzte Heinrich IV., welcher ein Jahr zuvor die Kaiserkrone erlangt hatte, Hermann von Eppenstein als Passauer Gegenbischof für Bischof Altmann ein. Daraus wird gefolgert, dass bis dahin Ulrich von Passau die königlichen Interessen in der Stadt, als auch gegen Altmann und dessen Anhänger in der Region vertrat. 
Neben den Grafschaftsrechten zu Passau, erwarb Ulrich auch noch zahlreiche weitere Hoheitsrechte im Ostbayerischen Raum, so unter anderem die Grafschaftsrechte im Rottachgau, im Lungau und bei Reichersberg. Inwieweit diese Güter zur Passauer Herrschaft gezählt wurden, ist nicht bekannt. Zur Weiteren Ausstattung erhielt Ulrich von Heinrich IV. Fiskalgut bei Eggenfelden mit als Grundausstattung.
Ulrich von Passau bevogtete ebenso die Bamberger Eigenklöster Osterhofen, Aldersbach, sämtlichen Besitz der Bamberger Bischofskirche in Ostbayern und der Oberpfalz, sowie den Besitz von Ering und um Mattighofen. Ein Brief zwischen Heinrich IV. und dem Bamberger Bischof offenbart, dass sich Heinrich das Vergaberecht für diese Güter erkauft hatte. Vielmehr hatte bereits Ulrich sich selbst in die Vergabe der Güter des eigentlich königstreuen Bischofs eingemischt, so wird gar davon gesprochen er habe die Güter usurpiert. Neben den Bamberger Gütern bevogtete Ulrich auch die Passauer Güter. So ist er zwischen 1080 und 1090 als Vogt von St. Nikola nachweisbar. Ob er auch Domvogt war, ist nicht festzustellen, wird aber vermutet. 
Der Burggraf schuf sich somit einen großen Besitzkomplex nördlich und südlich der Donau. Ulrich war aufgrund seines Besitzes äußerst einflussreich und mächtig im Heiligen Römischen Reich, schon zu Lebzeiten hatte er den Beinamen der Vielreiche.
Um den 20. Februar 1099 starb Ulrich von Passau ohne männlichen Erben und damit der einzige Burggraf von Passau. Kaiser Heinrich IV. trat umgehend mit Bischof Rupert von Bamberg in Verbindung, um sich mit ihm über die Neuvergabe der heimgefallenen Güter und Lehen zu unterhalten. Er befürchtete, dass bei der Vergabe der Güter die Formbacher und andere seiner papsttreuen Gegner berücksichtigt werden könnten und diese somit wiedererstarken könnten. Da in Passau der kaiserliche Gegenbischof Tiemo herrschte, hatte er dort ebenso großen Einfluss auf die Vergabe der Güter an seine Anhänger.
Der Kaiser versuchte nun bewusst Ulrichs vormalige Machtposition zu zersplittern. Im April 1099 traf er sich mit Markgraf Leopold von Österreich um über Ulrichs Erbe zu verhandeln. Die Herrschaftsrechte über die Stadt, und damit die der Burggrafschaft, vergab Heinrich wieder an Tiemo. Diese Rechte blieben fortan stets bei den Passauer Bischöfen, bis zur Mediatisierung des Hochstifts 1803. Ulrichs Vogteien wurden ebenso bewusst zersplittert. Dabei beachtete Kaiser Heinrich IV. auch schwächere Stände wie die Edelfreien von Kamm, aber auch nicht so starke Gefolgsmänner seiner Krone wie die Sulzbacher.

### Folgen
Die Passauer Burggrafschaft zerfiel ebenso schnell wie sie einst entstanden war. Die Blüte der Diepoldinger-Rapotonen in Ostbayern endete damit rasch, da nach Ulrichs Tod, ein paar Monate später, auch sein Bruder Pfalzgraf Rapoto V. von Bayern verstarb. Aufgrund der stattfindenden Zersplitterung Ulrichs Besitzes ist dessen Umfang heute nicht mehr feststellbar. 
Die Eingriffe Heinrichs IV. in den Jahren 1078 und 1099 beeinflussten den bayerischen Raum und dessen Herrschaftsgefüge nachhaltig. So verloren die einst so mächtigen Formbacher Grafen ihre Machtstellung seither zunehmend, bis sie schließlich 1158 ausstarben.
Die Bamberger und Passauer Lehen nördlich der Donau fielen an die Sulzbacher. Diese erlebten so ihre Blütezeit und wurden zum mächtigsten und einflussreichsten bayerischen Adelsgeschlecht. Im Jahre 1188 erlosch dieses Geschlecht jedoch ebenso.
Zahlreiche Bamberger Besitzungen südlich der Donau, wie die Vogtei über die Klöster Osterhofen und Asbach, fielen an den Edelfreien Mazili von Kamm. Dieser war einst bereits ein Gefolgsmann des Passauer Burggrafen. Es wird angenommen, dass er mit Ulrich in den Passauer Raum kam. Für Mazili und seine Nachfahren war dies ein bedeutender Einflussgewinn, wodurch sie die Unabhängigkeit ihres Standes wahren konnten. 1280 gelang es ihnen schließlich in den Reichsgrafenstand als Graf von Hals erhoben zu werden.
Später folgten diesen Geschlechtern die Grafen von Bogen und die Grafen von Ortenburg. Letztere sind ein Seitenzweig der Spanheimer. Diesen gelang es durch Heirat Ulrichs Tochter Uta bereits früh in den niederbayerischen Raum einzutreten. Dank deren noch äußerst umfangreichen Besitz, konnten die aus Kärnten stammenden Spanheimer im Chiemgau, Salzachgau und Rottachgau Fuß fassen. Im Laufe der Zeit bauten sie ihre Macht, wie auch die Bogener, immer weiter aus. Beide Geschlechter wurden im 12. und 13. Jahrhundert starke Konkurrenten für das Bistum Passau. Erst der Niedergang beider, Mitte des 13. Jahrhunderts, ermöglichte es den wittelsbachischen Herzögen im niederbayerischen Raum einzudringen.